# Bodensee Schnellstraße
De Bodensee Schnellstraße (S18) is een geplande autoweg in de Oostenrijkse deelstaat Vorarlberg. De 8,6 kilometer lange weg zal vanaf de aansluiting met de A14 bij Dornbirn tot en met de aansluiting met de Zwitserse A1 en de A13 bij St. Margrethen gaan lopen.
Voor het traject waren er tal van verschillende varianten. Uiteindelijk heeft men eind 2020 voor de zogenaamde CP-variant gekozen als westelijke rondweg van Lustenau.
Het plan is dat er in Höchst een 810 meter lange tunnel gebouwd moet worden, om beschutting te geven aan mensen die langs de geplande S18 wonen. Het traject van de S18 zal voorzien worden met één rijstrook oer rijrichting.
Volgens de oorspronkelijke planning zou er in 2007 met de bouw van de S18 begonnen moeten worden, om vervolgens de weg in 2011 te kunnen vrijgeven voor het verkeer.
De wegbeheerder ASFiNAG heeft in zijn begrotingsplan tot 2016 de S18 niet meer opgenomen. In de begroting vanaf 2019 komt de S18 echter terug met een gereserveerd geldbedrag van 400 miljoen euro.
Autobahnen: A1 · A2 · A3 · A4 · A5 · A6 · A7 · A8 · A9 · A10 · A11 · A12 · A13 · A14 · A21 · A22 · A23 · A24 · A25 · A26
Schnellstraßen: S1 · S2 · S3 · S4 · S5 · S6 · S7 · S8 · S10 · S16 · S18 · S31 · S33 · S34 · S35 · S36 · S37